# サクサク
サクサクは、日本語の擬音語、擬態語。

## 概要
ある種の野菜やクッキーなどのように砕けやすく脆い構造のものを押し切ったり崩したりするときに、軽快で小気味よい音が立つことがある。この音をサクサクと表現する。
食べ物の形容などによく登場し、ほとんどの場合よい意味で使われる。適度な歯ごたえが心地よく、簡単に崩れるので食べやすい。
硬いせんべいを噛むときのバリバリという音や、脆すぎるものが崩れたときのボロボロという音、口の中でとろけるようなホロホロという音とも違う。
また、物事が快調に進行しているさまを表す擬態語としてもよく用いられる(スムーズも参照)。